# Valguarnera Caropepe
Valguarnera Caropepe – miejscowość i gmina we Włoszech, w regionie Sycylia, w prowincji Enna.
Według danych na rok 2004 gminę zamieszkiwały 8642 osoby, 960,2 os./km².